# Гідзенко Юрій Павлович
Ю́рій Па́влович Гідзе́нко (* 26 березня 1962, с. Єланець, Миколаївська область, Українська РСР, СРСР) — український радянський і російський льотчик-космонавт українського походження. Герой Росії (1996).

## Біографія
У 1983 закінчив Харківське вище військове авіаційне училище льотчиків імені С. І. Грицевця.
Служив у частинах ВПС Одеського військового округу. Освоїв три типи літаків.
У грудні 1987 року зарахований в загін космонавтів.
У 1994 року закінчив Московський державний університет геодезії та картографії.
У 1987—1997 працював у Центрі підготовки космонавтів імені Юрія Гагаріна (Зоряне містечко Московської області).
Здійснив 3 вересня 1995 року — 29 лютого 1996 року політ на орбітальний комплекс «Мир» як командир екіпажу космічного корабля «Союз ТМ-22», 31 жовтня 2000 року — 21 березня 2001 року — політ за програмою «Союз ТМ-31» — «Discovery».

## Галерея

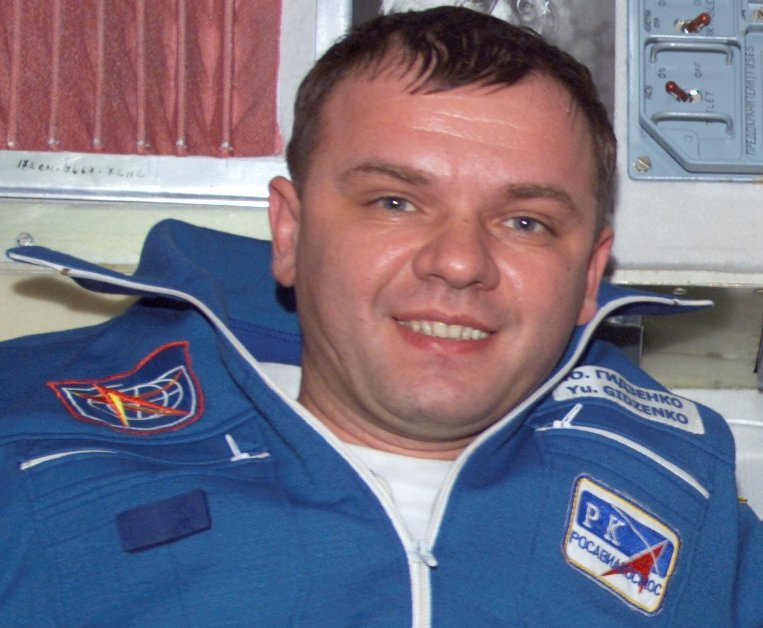
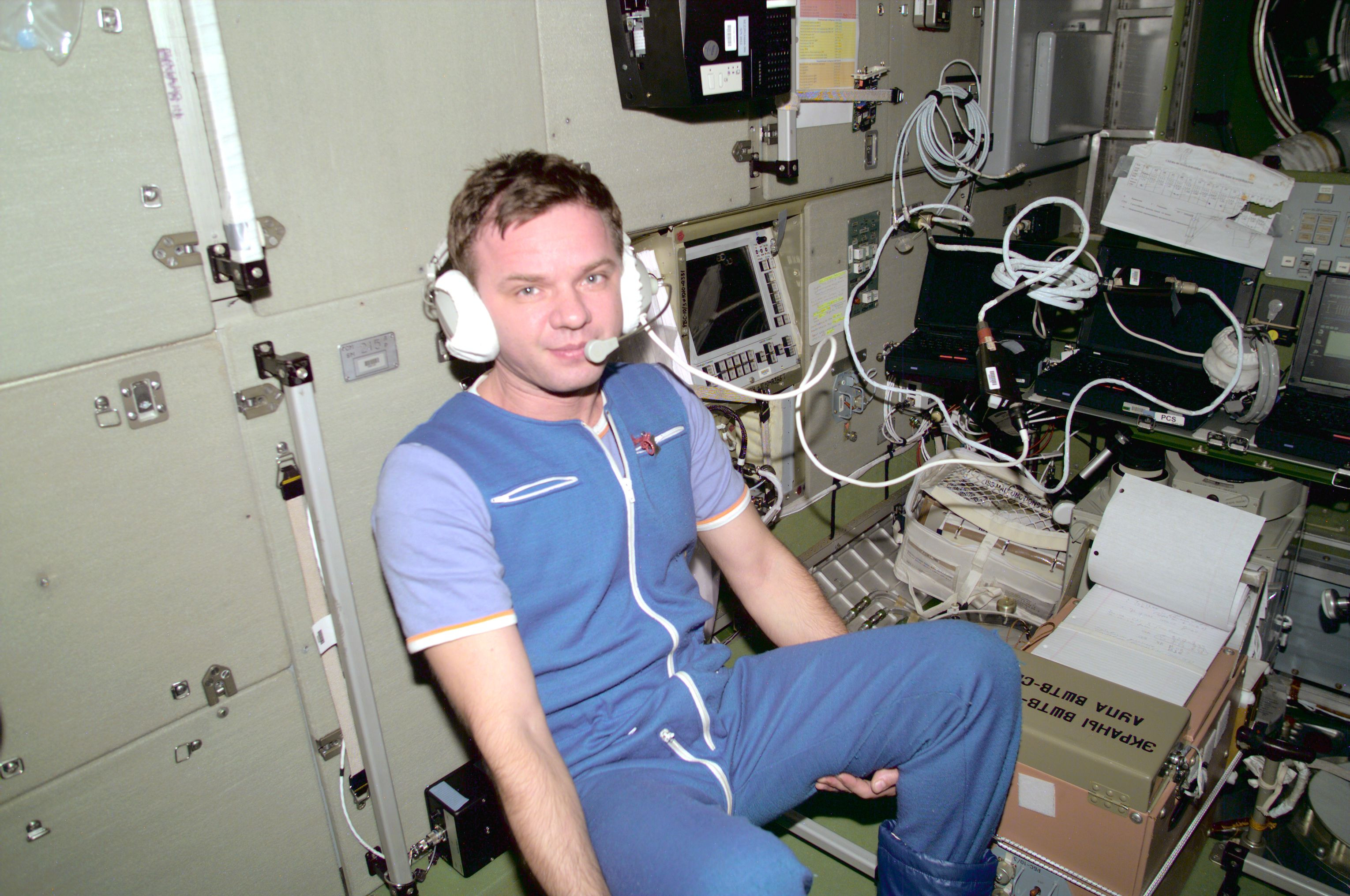
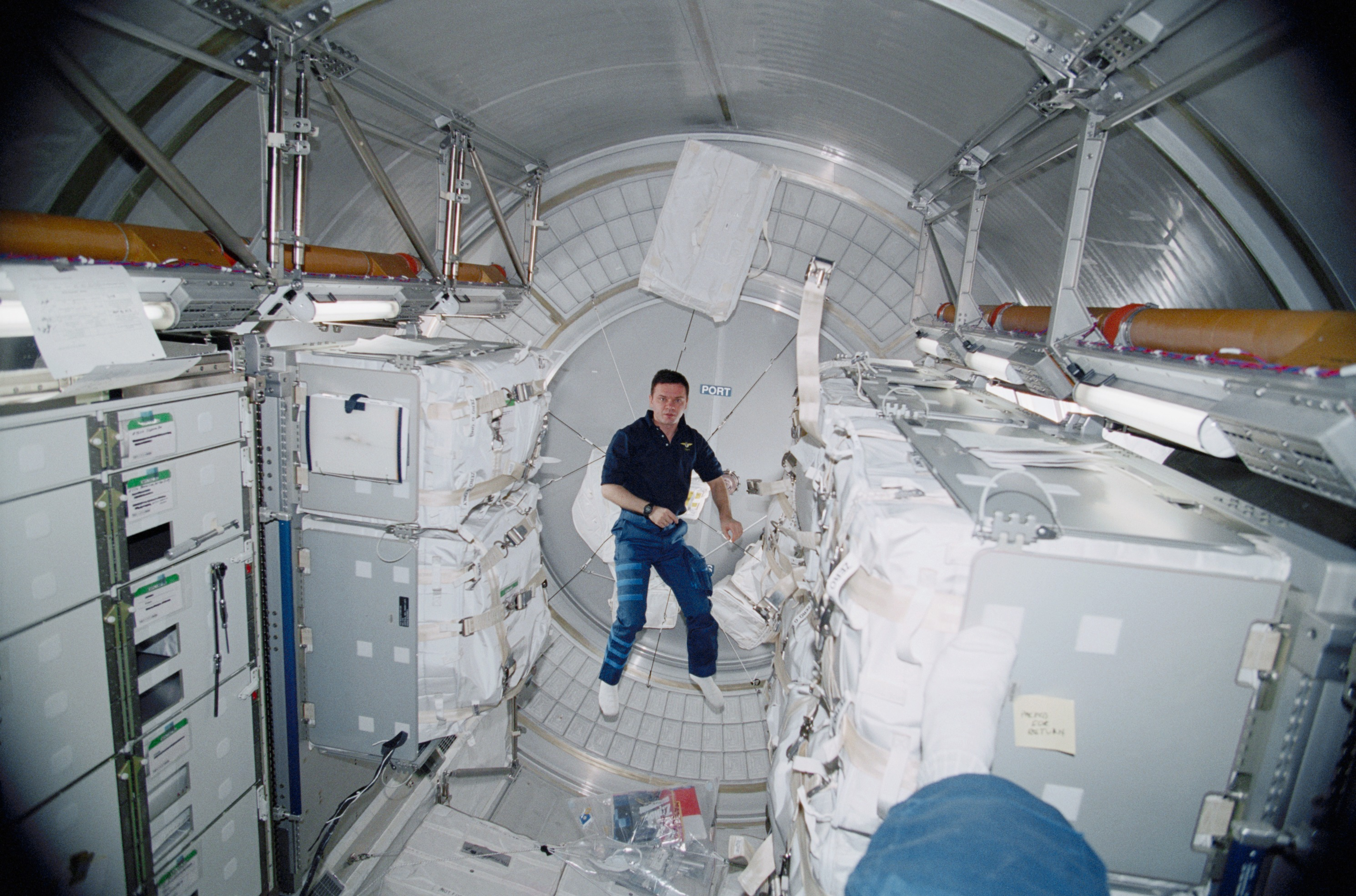
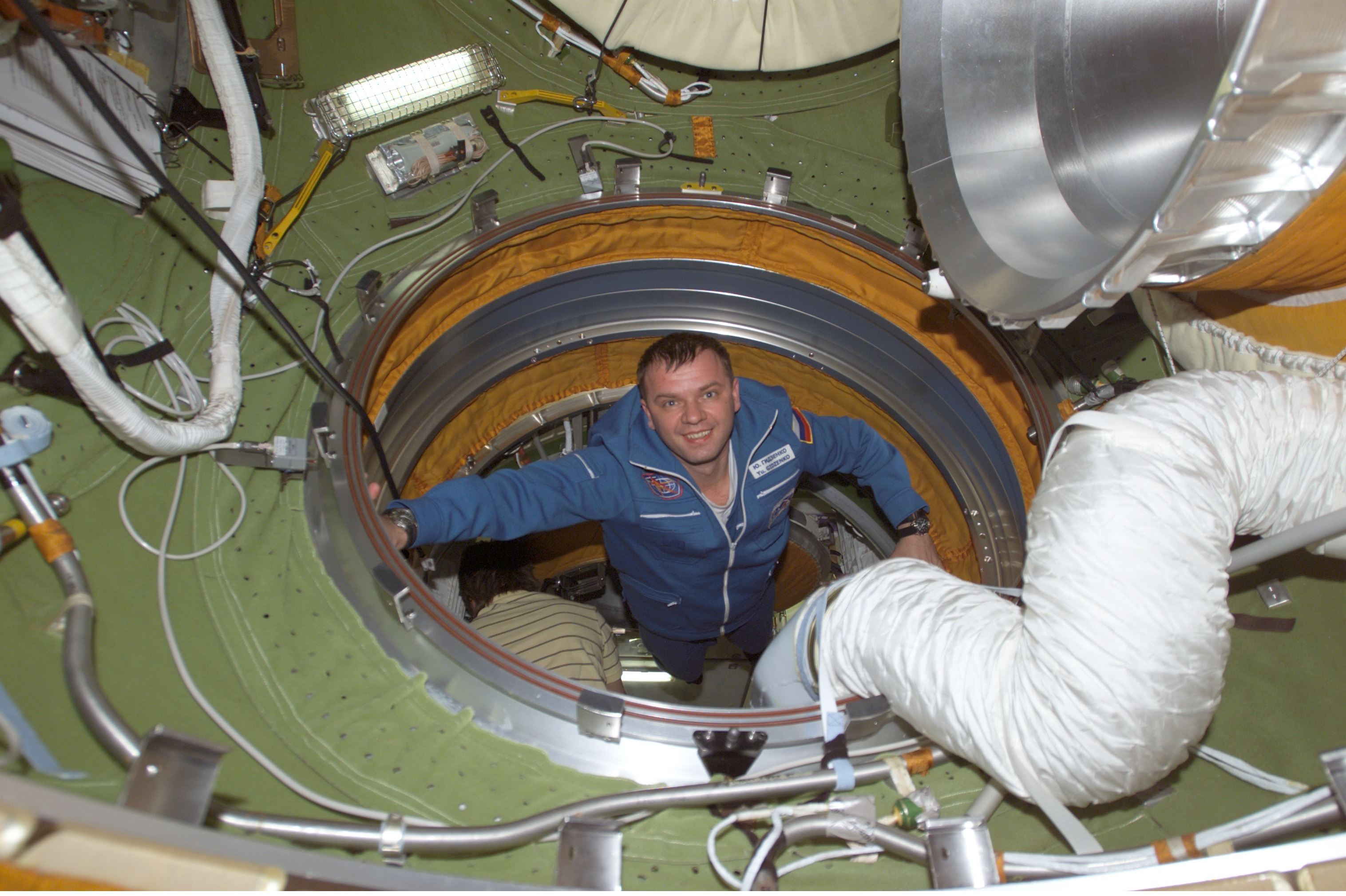